# 宮田奈保美
宮田 奈保美（みやた　なおみ、1964年（昭和39年）1月3日 - ）は、日本の女性アニメーター・キャラクターデザイナー・作画監督。愛知県名古屋市出身。代表作は『スレイヤーズ』シリーズ。

## 参加作品

### テレビアニメ
1984年
- 超攻速ガルビオン（動画）

1989年
- パラソルヘンべえ（1989年 - 1991年、作画監督）

1993年
- カリメロ（キャラクターデザイン・作画監督）

1995年
- スレイヤーズ（キャラクターデザイン・作画監督）

1996年
- スレイヤーズNEXT（キャラクターデザイン・作画監督）

1997年
- スレイヤーズTRY（キャラクターデザイン・作画監督）
- 少女革命ウテナ（作画監督）
- フォーチュン・クエストL（キャラクターデザイン・作画監督）

1998年
- ロスト・ユニバース（キャラクターデザイン・作画監督）
- 魔術師オーフェン （作画監督）

2000年
- サクラ大戦TV（キャラクターデザイン・作画監督）
- アニメまんざい（作画監督）
- 無敵王トライゼノン（2000年 - 2001年、キャラクターデザイン・作画監督）

2001年
- 機動天使エンジェリックレイヤー（作画監督・作画監督補・原画）

2002年
- Kanon（作画監督）
- 奇鋼仙女ロウラン（キャラクターデザイン・作画監督）

2003年
- キノの旅（作画監督）
- ぽぽたん（作画監督・原画）
- 最遊記RELOAD（作画監督）

2004年
- 光と水のダフネ（OP原画）
- 最遊記RELOAD GUNLOCK（作画監督）
- 下級生2 ～瞳の中の少女たち～（作画監督）
- 恋風（作画監督）
- テニスの王子様（作画監督）

2005年
- らいむいろ流奇譚Χ（作画監督）
- 好きなものは好きだからしょうがない!!（作監協力）
- あかほり外道アワーらぶげ（マンガ原稿）
- 灼眼のシャナ（作画監督）
- Canvas2 ～虹色のスケッチ～（作画監督）

2006年
- ガラスの艦隊（作画監督）

2007年
- 灼眼のシャナII -Second-（作画監督・原画）

2008年
- スレイヤーズREVOLUTION（キャラクターデザイン・作画監督）
- モノクローム・ファクター（作画監督）

2009年
- スレイヤーズEVOLUTION-R（キャラクターデザイン・作画監督）
- 花咲ける青少年（総作画監督・作画監督）
- テガミバチ（作画監督）

2010年
- ダンス イン ザ ヴァンパイアバンド（作画監督・原画）
- いちばんうしろの大魔王（作画監督・OP原画）
- とある魔術の禁書目録II（作画監督・原画）

2011年
- フリージング（作画監督・原画）
- 世界一初恋（作画監督）
- マケン姫っ!（作画監督）

2012年
- ファイ・ブレイン 神のパズル（作画監督）

2013年
- フリージング ヴァイブレーション（原画）

2017年
- DYNAMIC CHORD（原画）

2019年
- 通常攻撃が全体攻撃で二回攻撃のお母さんは好きですか?（原画）
- 女子高生の無駄づかい（原画）

2020年
- 邪神ちゃんドロップキック'（原画）
- 半妖の夜叉姫（作画監督）
- ひぐらしのなく頃に業（原画）

2021年
- 異世界魔王と召喚少女の奴隷魔術Ω（作画監督）
- ゾンビランドサガ リベンジ（作画監督）
- 魔法科高校の優等生（作画監督）

2022年
- 怪人開発部の黒井津さん（作画監督・原画）
- 咲う アルスノトリア すんっ!（作画監督）
- よふかしのうた（作画監督）
- 忍の一時（作画監督）

2023年
- 異世界ワンターンキル姉さん 〜姉同伴の異世界生活はじめました〜（作画監督）
- ゴブリンスレイヤーII（作画監督）
- 僕らの雨いろプロトコル（作画監督）
- 邪神ちゃんドロップキック【世紀末編】（原画）

2024年
- じいさんばあさん若返る（作画監督）
- となりの妖怪さん（作画監督）
- 神は遊戯に飢えている。（作画監督）
- モブから始まる探索英雄譚（作画監督）
- 魔王様、リトライ!R（作画監督）

2025年
- 俺は星間国家の悪徳領主!（原画）

### OVA
1989年
- アーシアン（原画）

1992年
- あばしり一家（原画）

1995年
- お天気お姉さん（キャラクターデザイン・作画監督）

2002年
- 遙かなる時空の中で-紫陽花ゆめ語り-（原画）

2003年
- モエかん THE ANIMATION（原画）

2005年
- I"s Pure（作画監督）

2008年
- 絶対衝激 〜PLATONIC HEART〜（キャラクターデザイン・作画監督）

2009年
- 灼眼のシャナS（原画）